# Święta Góra (Jeziorany)
Der Święta Góra (auf Deutsch Heiliger Berg oder Heidenberg) ist ein 179 Meter hoher Hügel in der polnischen Woiwodschaft Ermland-Masuren in der historischen Region Ostpreußen.
Der Hügel erhebt sich etwa drei Kilometer südwestlich der Stadt Jeziorany (Seeburg) aus der Landschaft. An der Südseite des Hügels befinden sich Reste einer ehemaligen Burganlage.